# Oumar Pouye
Oumar Pouye (Niomre, 19 giugno 1988) è un calciatore senegalese, attaccante del CA Neuville.

## Carriera
Nella stagione 2007-2008 ha disputato 4 partite in massima serie con il Metz.
Passato all'Croix-de-Savoie 74, ha disputato due campionati in terza serie e uno in seconda serie con 33 presenze e 6 gol.
Nel 2011 torna al Metz, giocando 23 partite in seconda serie. Nel 2012 passa all'Amiens, sempre in Ligue 2.

## Palmarès

### Club

#### Competizioni nazionali
- Championnat National: 2

Évian TG: 2009-2010
Strasburgo: 2015-2016
- Ligue 2: 1

Strasburgo: 2016-2017